# Smiley Smile
Smiley Smile es el duodécimo álbum de estudio por The Beach Boys, publicado en 1967. Fue editado tras el cancelado SMiLE, y se lo puede considerar como una especie de secuela.

## Antecedentes
El álbum Pet Sounds emitido el 16 de mayo de 1966 fue enormemente influyente en su momento, contenía arreglos orquestales exuberantes y sofisticados que elevaron el prestigio de la banda al nivel más alto de los innovadores del rock. Las primeras reseñas del álbum en los Estados Unidos iban de negativas a tentativamente positivas, pero la recepción de los periodistas musicales en el Reino Unido fue muy favorable. El grupo había empleado recientemente a Derek Taylor, exjefe de prensa de los Beatles como su publicista. Molesto por la opinión popular de que los Beach Boys son surfistas desactulizados, Brian Wilson solicitó que Taylor establezca una nueva imagen para la banda como íconos de la contracultura, y así una campaña promocional con el lema "Brian Wilson es un genio" fue creado y coordinado por Taylor. En octubre de 1966, el grupo siguió Pet Sounds con "Good Vibrations", un sencillo laboriosamente producido que logró gran éxito internacional. Para entonces, un álbum titulado SMiLE se había concebido como una extensión del enfoque de grabación de esa canción, con Wilson componiendo música en colaboración con el letrista Van Dyke Parks. Wilson imaginó a SMiLE como una salida para todas sus ocupaciones intelectuales, tales como su fascinación por la espiritualidad y su relación con el humor y la risa. Le dijo a Melody Maker: "Nuestro nuevo álbum será mejor que Pet Sounds. Será una mejora con respecto a Sounds, ya que eso fue más [de nuestro álbum de 1965] Summer Days".
Después de meses de grabación y promoción de los medios, el proyecto original de SMiLE fue archivado debido a presiones corporativas, problemas técnicos, luchas de poder internas y estancamiento legal. El socio comercial David Anderle intentó formar Brother Records, un sello independiente, con la intención de dar "conceptos completamente nuevos a la industria de la grabación, y darles a los Beach Boys un total control creativo y promocional sobre su producto". En marzo de 1967 el grupo demandó a Capitol Records por $ 255,000 (equivalente a $ 1,87 millones en 2017) bajo el concepto de regalías impagas. Dentro de la demanda, también hubo un intento de rescindir el contrato de la banda con Capitol antes de su vencimiento en noviembre de 1969. Las peleas del grupo llevaron a que Parks abandonase el proyecto en abril de 1967, Anderle siguió su demanda semanas más tarde. Dennis Wilson explicó que el grupo se había vuelto "muy paranoico con la posibilidad de perder a nuestro público ... Las drogas jugaron un gran papel en nuestra evolución, pero como resultado teníamos miedo de que la gente ya no nos entendiera, musicalmente". Brian dijo que las sobras de SMiLE como "Surf's Up" quedaron inéditas porque carecía de una "sensación comercial" para esas canciones, suponiendo que "Tal vez a algunas personas les gusta aferrarse a ciertas canciones como sus propias pequeñas canciones que han escrito, casi para ellos mismos. Ya sabes, lo que han escrito es bueno para ellos ... pero a muchas personas simplemente no les gusta". Carl Wilson reflexionó sobre el período: "Para sacar ese álbum [SMiLE], alguien habría necesitado la voluntad y la perseverancia para acorralarnos a todos. Todo el mundo estaba tan cargado de marihuana y hachís todo el tiempo que no es de extrañar que el proyecto no se haya llevado a cabo".
El 2 de mayo de 1967, Taylor anunció que SMiLE  había sido "desechado". Los Beach Boys todavía estaban bajo presión y tenían la obligación contractual de grabar y presentar un álbum a Capitol. El 2 de junio, Brian declaró a sus compañeros de banda que la mayor parte del material grabado para SMiLE estaba "fuera de los límites". Según Carl, "Brian acaba de decir, 'No puedo hacer esto. Vamos a hacer una versión casera de ella en su lugar. Simplemente vamos a tomarlo con calma. Me meteré en la piscina y cantare. O vayamos al gimnasio y hagamos nuestras partes'. Eso fue Smiley Smile".

## Estilo y contenido

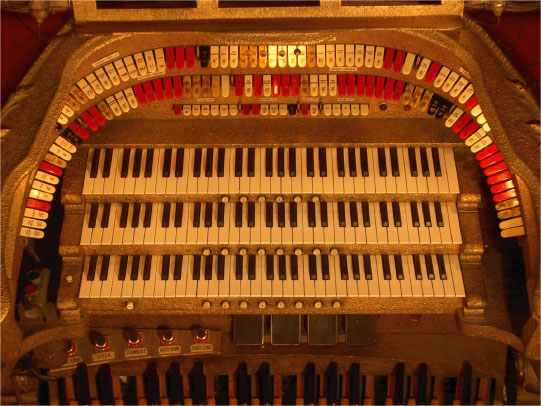
Consola

En su libro sobre música psicodélica, el autor Jim DeRogatis se refirió a Smiley Smile como un trabajo de la "última biblioteca del rock psicodélico". Por el contrario, Edwin Faust, de Stylus Magazine, escribió en 2003 que el álbum "abraza al oyente con una sinceridad drogada; una hazaña nunca lograda por la psicodelia más pretenciosa y pesada de esa época. Es por esta razón que Smiley Smile fluye muy bien con el pop más experimental de la actualidad". Según el teórico musical Daniel Harrison, Smiley Smile no es una obra de rock como se entendía en 1967, y que partes del álbum "pueden considerarse como una especie de música rock protomiminal". Él continúa:

Smiley Smile casi puede considerarse una obra de arte en la tradición clásica occidental, y sus innovaciones en el lenguaje musical del rock se pueden comparar con las que introdujeron las técnicas atonales y otras técnicas no tradicionales en esa tradición clásica. El espíritu de experimentación es tan palpable en Smiley Smile como lo es, por ejemplo, en las piezas para piano op. 11 de Schoenberg. Sin embargo, también hay un espíritu de tentativa en Smiley Smile. Debemos recordar que fue esencialmente un Plan B, es decir, el álbum emitido en lugar de SMiLE... Mientras que Schoenberg pudo haber anotado sus composiciones a bajo precio en papel y esperó a artistas comprensivos para tocarlas, Brian Wilson compuso en un estudio de grabación que cobraba por hora, empleaba músicos profesionales, y requería los servicios de una compañía discográfica para producir en masa y distribuir su trabajo. El fracaso comercial simplemente no se puede tolerar en este régimen, y un trabajo como Smiley Smile no tiene cabida en él.

La mayor parte del álbum fue grabado en el estudio casero de Brian en Bel Air desde el 3 de junio hasta el 14 de julio de 1967. Desde la grabación de "Good Vibrations" en 1966, Wilson había establecido un nuevo método de operación. En lugar de trabajar en canciones completas con estructuras sintácticas claras a gran escala, Wilson se limitó a grabar fragmentos cortos intercambiables (o "módulos"). A través del método de empalme de cinta, cada fragmento podría ensamblarse en una secuencia lineal, lo que permitiría producir cualquier cantidad de estructuras más grandes y estados de ánimo divergentes en un momento posterior. Smiley Smile continuó con este enfoque. Fue el primer álbum para el cual la producción fue acreditada a todo el grupo, en lugar de Brian. Dennis explicó: "Lo quería de esa manera. Dijo 'Es producido por los Beach Boys'". Cuando se le preguntó si Brian era "todavía el productor de Smiley Smile", Carl respondió: "Definitivamente". Brian reconoció: "Habíamos trabajado durante seis meses en otra cosa, pero saltamos y terminamos haciendo todo aquí en casa, con un estado de ánimo y un enfoque completamente diferentes a los que originalmente habíamos comenzado". Cuando se le preguntó por qué la banda adoptó el enfoque que adoptaron, afirmó: "Simplemente tuvimos una atmósfera particular en la que estábamos trabajando que inspiró el tipo particular de cosas que estaban en el álbum". El autor Domenic Priore señala que cuando los Beach Boys fueron sacados de los estudios profesionales, "La disciplina del reloj, las tasas y las horas extraordinarias desaparecieron".
El núcleo de la instrumentación del álbum consiste en órgano, piano honky-tonk y bajo eléctrico interpretados por los mismos Beach Boys, en lugar de los músicos de sesión empleados en gran parte de sus trabajos anteriores. Brian se obsesionó con un órgano Baldwin durante la grabación del álbum, lo que resultó en un enfoque más minimalista en los nuevos arreglos. El órgano de Brian le dio al álbum su timbre central. La manipulación de la cinta era otra característica destacada, la variación de la velocidad se aplicaba a algunas voces misceláneas. En "She's Goin' Bald", se utilizó un nuevo dispositivo llamado Eltro Information Rate Changer para elevar el tono de la voz del grupo sin afectar el tempo. El álbum continuó la exploración de Brian de "pistas de fiesta", una forma de música que incluye el sonido de gente gritando y haciendo ruidos, como en una fiesta. Mike Love, recordando cómo "She's Goin' Bald" era una canción sobre la felación, comentó: "Estábamos fuera de nuestras cabezas. Nos estábamos riendo hasta la médula cuando grabamos esas cosas". Brian había presentado este enfoque con Beach Boys' Party! en 1965, mezclando así el estilo de ese disco con el método de composición modular que ideó para "Good Vibrations".
Los Beach Boys grabaron usando mayormente equipo de radiodifusión, que carecía de muchos de los elementos técnicos y efectos encontrados en un estudio de grabación. Esto condujo a formas no convencionales de lograr sonidos particulares en el hogar, como un reemplazo de lo que se lograría con una cámara de eco. El ingeniero del álbum, Jim Lockert, recordó cómo "la piscina de Brian tenía una fuga y estaba vacía, así que pusimos un micrófono en el fondo de esta maldita piscina olímpica y los muchachos se acostaron dentro de la piscina y cantaron para que el sonido baje por la pared de la piscina de concreto al micrófono, y eso fue parte de la voz en una de esas canciones". Algunos accidentes de grabación se usaron en su beneficio, como en "With Me Tonight", que contiene un vínculo informal entre el verso y el coro por medio de una voz que dice "good", como en "good take", hablado por el mánager de gira de la banda el mánager Arnie Geller desde la sala de control. Lockert ha hablado sobre otras peculiaridades de las sesiones, incluidas las voces que se grabaron en la ducha. Debido a esta mezcla ecléctica de parafernalia de grabación y métodos idiosincrásicos de registro de los sonidos, Smiley Smile posee un sonido inusual.

## Diferencias conSMiLE
De la gran cantidad de material que Brian había grabado para SMiLE, solo partes de la canción de "Heroes and Villains" (grabada en octubre de 1966) y la coda de "Vegetables" (grabada en abril de 1967) se usaron para Smiley Smile. "Heroes and Villains" se modificó sustancialmente durante las sesiones de Smiley Smile antes de publicarse como un sencillo anterior al lanzamiento del álbum. Comparando las mezclas originales de SMiLE de Brian con la versión de sencillo, Al Jardine lo llamó "un facsímil pálido ... Brian reinventó la canción para este disco ... Él improvisó a propósito la canción". "Good Vibrations", que se registró esporádicamente de febrero a septiembre de 1966, aparece sin diferencias con el sencillo original. Según los informes, Brian se opuso a la colocación de "Heroes and Villains" en Smiley Smile, pero, por primera vez, sus compañeros de banda lo rechazaron, insistiendo en su inclusión.
En contraste, "Wind Chimes", "Wonderful" y la mayoría de las partes de "Vegetables" fueron completamente regrabados con arreglos dramáticamente reducidos. Jardine sintió que "hay algunas canciones geniales en ese álbum, pero no me gustó regrabar algunas de las canciones de SMiLE. Eso no funcionó para mí". "Vegetables" fue rediseñado como una especie de canción de fogata, "Wonderful" cambió su clavicordio, cuerdas y cuernos por un órgano al azar, voces de acompañamiento agudas y una sección de cantar doo-wop, y las marimbas en "Wind Chimes" fueron reemplazadas por órgano y ruido disonante. Las únicas canciones no tomadas explícitamente de SMiLE son "Little Pad" y "Gettin' Hungry". Otras pistas tomaron elementos de las composiciones de la era SMiLE para hacer algo ligeramente diferente; "She Goin' Bald" toma prestada la melodía del verso de un fragmento de SMiLE conocido como "He Gives Speeches", "With Me Tonight" es una variación de "Vegetables", y "Fall Breaks and Back to Winter (W. Woodpecker Symphony)" tiene una melodía similar a "The Elements: Fire". Paul McCartney de los Beatles estuvo presente en una sesión de "Vegetables" en abril de 1967, la grabación donde presuntamente proporciona los sonidos de picadura de apio no se usaron en Smiley Smile.

## Publicación
Antes del lanzamiento comercial del álbum, los Beach Boys participaron en la concepción del Monterey Pop Festival, que se celebró en junio de 1967. En el último minuto, la banda se negó a aparecer en el evento. El biógrafo David Leaf explicó: "Monterey era un lugar de reunión para los sonidos del rock 'nuevo', y los Beach Boys en concierto realmente no tenían sonidos exóticos (excepto "Good Vibrations") para mostrar. El resultado neto de toda esta confusión interna y externa fue que los Beach Boys no fueron a Monterey, y se cree que esta no aparición fue lo que realmente convirtió la marea underground en su contra". Públicamente, la banda dijo que no podían tocar por razones relacionadas con el reclutamiento militar de Carl Wilson, pero muchas de las personas involucradas con el festival pensaron que el grupo simplemente estaba demasiado asustado para competir con la "nueva música". El crítico de rock Paul Williams vio que la idea de Anderle de formar Brother Records era razonable, "pero el tiempo que toma llevar este tipo de cosas a los tribunales no fue propicio para la carrera de producción que fue importante durante este período de cambio radical en el pop". En los meses previos a la publicación de Smiley Smile, una multitud de álbumes de rock revolucionarios fueron recibidos por un mercado juvenil ansioso y en maduración, la imagen de Brian Wilson se redujo a la de una figura "excéntrica". Para febrero a mayo de 1967, se habían editado Surrealistic Pillow de Jefferson Airplane, Are You Experienced de Jimi Hendrix Experience, Absolutely Free de The Mothers of Invention, The Velvet Underground and Nico de Velvet Underground, y Sgt. Pepper's Lonely Hearts Club Band de the Beatles. Hasta este momento, los Beatles fueron el único acto que representaba una amenaza competitiva para los Beach Boys, y Wilson estaba preocupado de que si SMiLE seguía la estela de otro lanzamiento exitoso de los Beatles, su álbum sería recibido con comparaciones injustas. Una vez que lanzaron Sgt.  Pepper's, la carrera de Wilson estaba perdida.
La demanda de Capitol finalmente se resolvió fuera de la corte, la banda recibió 200,000 dólares a cambio de que Brother Records distribuyera a través de Capitol, junto con una garantía de que la banda produciría al menos un millón de dólares de ganancias. Luego, se publicaron dos sencillos en el sello Brother: "Heroes and Villains" y "Gettin' Hungry". El primero alcanzó el pico en el número 12 en Billboard Hot 100. Este último no fue acreditado a los Beach Boys, sino a Brian Wilson y Mike Love. El director de Capitol A&R, Karl Engemann, comenzó a circular un memorando, fechado el 25 de julio de 1967, en el que se hacía referencia a Smiley Smile como un recurso provisional de "caricatura" para SMiLE. El memorando también discutió conversaciones entre él y Brian Wilson relativos a la liberación de un álbum de SMiLE de 10 pistas, en donde no se han incluido las canciones "Heroes and Villains" o "Vegetables". Esto nunca llegó a buen término y, en cambio, el grupo se embarcó en una gira por Hawái en agosto. Bruce Johnston, que estuvo ausente durante la mayoría de las sesiones de grabación, se negó a acompañar al grupo a Hawái, por lo que la banda convenció a Brian para que los acompañase. Sus actuaciones se limitaron a dos shows en un auditorio en Honolulu, que fueron filmados y grabados con la intención de lanzar un álbum en vivo, Lei'd in Hawaii. En el escenario, la banda continuó exhibiendo un sonido mínimalista. Tras una actuación regular, y por problemas técnicos con la grabación, se descartó editar el álbum en vivo.

## Recepción inicial
Smiley Smile fue lanzado en los Estados Unidos el 18 de septiembre de 1967, y alcanzó el puesto 41 en las listas de Billboard, convirtiéndolo en su álbum peor vendido hasta esa fecha. Pasó 21 semanas en la lista oscilando por debajo de los puestos 100 y 197. Cuando se lanzó en el Reino Unido en noviembre, su desempeñó fue mejor, alcanzando el número 9 en la lista de álbumes del Reino Unido. Los críticos y los fanáticos generalmente no estaban muy contentos con el álbum. Leaf escribió: "Para cuando Smiley Smile fue lanzado ... los Beach Boys se convirtieron en dinosaurios culturales. Y sucedió casi de la noche a la mañana". Según el escritor Scott Schinder, el álbum fue lanzado a "incomprensión general. Si bien SMiLE pudo haber dividido a los fanáticos de Beach Boys si se hubiera lanzado, Smiley Smile simplemente los desconcertó".
Una reseña en Hi Parader elogió el álbum por "probablemente [tener] más armonía a cappella que en cualquier álbum desde la caída de la era del grupo de canto a finales de la década de 1950", pero que "Pet Sounds todavía es mejor". NME escribió sobre el álbum: "Según los estándares que se ha establecido por grupo, esto es más que un grado de decepción". Hi Fidelity dijo: "... están haciendo la ruta psicodélica ... tal vez en la inolvidable ciudad de Fresno. Hasta que lleguen al Puente de la Bahía de San Francisco o regresen a las costas de Malibú ... su trabajo solo puede recibir aprobación parcial". Rolling Stone se refirió a él como un "desastre" y un "intento frustrado de igualar los talentos de Lennon y McCartney". El 14 de diciembre de 1967, el editor y cofundador de la revista Jann Wenner publicó un influyente artículo que denunciaba la etiqueta de "genio" de Brian Wilson, que calificó de "cáscara de promoción", y los Beach Boys mismos, a los que llamó "un destacado ejemplo de un grupo que se ha obsesionado tratando de igualar a The Beatles". Él escribió que "por alguna razón, Smiley Smile simplemente no lo hace ... [las canciones] simplemente no te emocionan. Además de mostrar el virtuosismo de producción de Brian Wilson, no tienen sentido".
Sin embargo, el Milwaukee Sentinel llamó al LP "probablemente la contribución más valiosa al rock desde Revolver de The Beatles", elogiándolo por ser completamente diferente de todo lo que The Beatles había hecho. La revista Cheetah le dio al álbum una crítica entusiasta, observando que "el ambiente es más bien como de niño (no infantil) -el tipo de inocencia que se muestra en la portada del álbum, con sus animales y bosques con reminiscencia a Rousseau, y el humo de la chimenea de la cabaña deletreando el título ... La expresión que surge de esta música es muy extraña: es un estado de ánimo muy personal". El periodista Richard Goldstein recuerda su crítica de The New York Times: "Me llamó la atención por sus melodías frágiles y su relación con la música sacra... me recordó al Réquiem de Fauré, pero eran completamente estadounidenses".

## Recepción retrospectiva
Priore reflexionó: "En realidad, la [única] razón por la que a la mayoría de la gente no le gustó Smiley Smile es porque salió en lugar de SMiLE". Richie Unterberger estuvo de acuerdo, clasificando al álbum con cuatro de cinco estrellas, y sugiriendo que la propaganda mediática del colapsado proyecto SMiLE fue la culpable de la falta de recepción de Smiley Smile en los Estados Unidos. Lo consideró "bastante ingenioso, si bien es un esfuerzo bastante leve, esfuerzo que es bastante raro". En una edición de 2007 de Rolling Stone, Robert Christgau y David Fricke lo nombraron como uno de los 40 álbumes esenciales de 1967. En 2001, Spencer Owen de Pitchfork le otorgó al álbum un puntaje de 9.5/10, y escribió "Smiley Smile es casi una obra maestra. Sin ningún conocimiento de la existencia de SMiLE, este álbum podría haber sido un clásico contemporáneo ... y aunque el álbum no está ni cerca de la revolución sónica que el Sgt. Pepper's ya había traído, la producción y los arreglos innovadores de Brian Wilson siguen brindando lo mejor en cada canción".
En la edición de 2004 de The Rolling Stone Album Guide, el crítico describió a Smiley Smile como "inconsistente" y dijo que, dado el contexto de su lanzamiento en septiembre de 1967, "el álbum fue como un extraño retroceso, ponía de relieve cómo estos surfistas suburbanos de California se habían desconectado de los tiempos psicodélicos". El periodista Nick Kent sostuvo que el álbum "rebasó el valor" de SMiLE con "sátiras tontas, llamados cánticos curativos e incluso algunos extraños elementos loony tunes sacados de una banda sonora de Walt Disney". Geoffrey Cannon de The Guardian vio las letras de Van Dyke Parks como "pretenciosas", creyendo que Parks "confundió a Brian" durante Smiley Smile.  Bryan Rolli de Paste lo clasificó en el número 2 en una lista de los 10 Most Disappointing Follow Up Albums, llamándolo una "colección inconexa de grabaciones minimalistas y pedazos de a capella que no son tanto canciones sino fragmentos de una psique rota".

## Arte de portada
Mientras no había ningún crédito a la vez había sido permitido al creador de Smiley Smile el material gráfico delantero, claramente es inspirado por el trabajo del 19th/20th centenario del artista francés Henri Rousseau y, en particular, de 1910 que pinta titulado "The Dream".

## Influencia y seguidores de culto
Con los años, Smiley Smile ha crecido para convertirse en un favorito de culto dentro de la obra de la banda. A principios de la década de 1970, algunos centros de rehabilitación reproducían el LP como una herramienta de curación para los pacientes, donde se consideró útil para aliviar el efecto de las drogas. Después de una reedición de 1974, la respuesta negativa al álbum se suavizó, el mismo año en que los escritores de NME lo votaron como el 64 ° álbum más grande de todos los tiempos. Según Matjas-Mecca, después de mediados de la década de 1970, el álbum "comenzó a adquirir una base de admiradores que escucharon la magia en la producción de lo-fi de Brian ... En la década de 2000, comenzó a aparecer en varias listas de álbumes que se deben escuchar, y ahora se considera una obra importante en el catálogo de Brian. En un mundo que abraza el arte lo-fi, el álbum se considera una obra maestra".
Se han editado álbumes en homenaje a Smiley Smile, que inclueyn Smiling Pets (1998) y Portland Sings The Beach Boys "Smiley Smile" (2013). Ron Hart, del New York Observer, cree que Smiley Smile contiene sonidos que presagian el trabajo de Harry Nilsson, Elvis Costello, Stereolab, the High Llamas, Olivia Tremor Control y Father John Misty. Pete Townshend de The Who es un conocido admirador del mismo, al igual que Robbie Robertson de The Band. En 2002 en una entrevista a Time, Steven Tyler de Aerosmith dijo que su selección de álbumes favoritos estaría compuesta de The Rolling Stones, AC/DC y Smiley Smile.

## Legado
Smiley Smile se convirtió en el primero de una serie de tres álbumes lo-fi de The Beach Boys y el primero de una serie de siete años de bajo rendimiento en los álbumes de la banda, que finalizó con la compilación Endless Summer de 1974. La era SMiLE generalmente se ve como el comienzo del declive artístico de los Beach Boys y el momento en que Brian comenzó a renunciar a su control como líder creativo del grupo. Carl tomó el lugar de Brian como el miembro musicalmente más dominante, y Brian no fue acreditado como productor de otro álbum de los Beach Boys hasta 15  Big Ones de 1976. El periodista Brian Chidester definió el término "Bedroom Tapes" para el trabajo producido por Brian entre su "retiro total como líder de los Beach Boys [a mediados de 1968] ... después de un breve período en una institución mental" y su admisión bajo la terapia de 24 horas de Eugene Landy a fines de 1975. En 1969, Brian era cada vez más conocido por su reclusión, y se lo podía encontrar administrando una tienda de alimentos saludables llamada Radiant Radish, en West Hollywood.
Gran parte de las grabaciones del grupo de 1967 a 1970 siguió el patrón de escasa instrumentación, un conjunto más relajado, y una falta de atención aparente a la calidad de producción. Harrison opinó que esta fase experimental de composición y producción duró hasta Sunflower editado en 1970, después de lo cual sus álbumes "contienen una mezcla de música... completamente en consonancia con el estilo pop durante la década de 1970, con algunas rarezas que demostraron que el deseo de ir más allá de las fronteras convencionales no había muerto".
Dennis Wilson describió el álbum como:

Smiley Smile era algo que estábamos atravesando en ese momento vinculado con las drogas, el amor, y todo eso.
Dennis Wilson.

El mismo Bruce Johnston, reciente integrante de The Beach Boys dijo:

Smiley Smile fue un álbum que marcó el final de una era.
Bruce Johnston.

Después de que SMiLE fue cancelado, algunas de sus canciones aparecieron en posteriores álbumes de estudio de la banda, a veces como canciones de relleno para compensar la falta de voluntad de Brian en contribuir. "Cool, Cool Water", una toma de Smiley Smile y de sesiones de Wild Honey, se volvió a grabar parcialmente y se editó como la pista de cierre para Sunflower. Cuando se lanzó el conjunto de sesiones The Smile Sessions en 2011, el coproductor Mark Linett reconoció que: "hay cosas que algunas personas piensan -si las sesiones Smiley Smile estuvieran allí [con pistas como] 'Can't Wait Too Long', entramos en un área muy borrosa". En 2017, se editaron sesiones adicionales destacadas del álbum en la compilación 1967 – Sunshine Tomorrow. Seguido a esta compilación, varios meses después se editaron en formato digital: 1967 – Sunshine Tomorrow 2: The Studio Sessions y 1967 – Live Sunshine, con más sesiones de estudio de ambos álbumes, además de las actuaciones en vivo del grupo de esa época.

## Lista de canciones
| Lado A |                                                                             |                                                     |          |  |
| N.º    | Título                                                                      | Vocalista principal                                 | Duración |  |
| 1.     | «Heroes and Villains» (Brian Wilson y Van Dyke Parks)                       | Brian Wilson                                        | 3:37     |  |
| 2.     | «Vegetables» (Brian Wilson y Van Dyke Parks)                                | The Beach Boys                                      | 2:07     |  |
| 3.     | «Fall Breaks and Back to Winter (Woody Woodpecker Symphony)» (Brian Wilson) | Instrumental, coros por el grupo                    | 2:15     |  |
| 4.     | «She's Goin' Bald» (Brian Wilson, Mike Love y Van Dyke Parks)               | Mike Love, Brian Wilson, Dennis Wilson y Al Jardine | 2:13     |  |
| 5.     | «Little Pad» (Brian Wilson)                                                 | Carl Wilson, Brian Wilson y Mike Love               | 2:30     |  |

| Lado B |                                              |                                                                  |          |  |
| N.º    | Título                                       | Vocalista principal                                              | Duración |  |
| 1.     | «Good Vibrations» (Brian Wilson y Mike Love) | Carl Wilson, Mike Love y Brian Wilson                            | 3:36     |  |
| 2.     | «With Me Tonight» (Brian Wilson)             | Carl Wilson                                                      | 2:17     |  |
| 3.     | «Wind Chimes» (Brian Wilson)                 | Mike Love, Brian Wilson, Carl Wilson, Dennis Wilson y Al Jardine | 2:36     |  |
| 4.     | «Gettin' Hungry» (Brian Wilson y Mike Love)  | Brian Wilson y Mike Love                                         | 2:27     |  |
| 5.     | «Wonderful» (Brian Wilson y Van Dyke Parks)  | Carl Wilson                                                      | 2:21     |  |
| 6.     | «Whistle In» (Brian Wilson)                  | Carl Wilson y Mike Love                                          | 1:04     |  |

## Créditos
The Beach Boys
- Brian Wilson - bajo, teclado, vocal
- Carl Wilson - vocal, guitarras, bajo
- Dennis Wilson - batería, vocal
- Alan Jardine - vocal, bajo, guitarra
- Mike Love - vocal
- Bruce Johnston - vocal (temas 1, 2 y 6)

Músicos de sesión
- Mike Deasy Sr. - guitarra
- Lyle Ritz - Contrabajo
- Paul McCartney - sonidos de masticado de zanahoria "Vegetables".